# Darius Valys
Darius Valys (ur. 23 września 1972 w Nowych Okmianach) – litewski prawnik, Prokurator Generalny Republiki Litewskiej od 2010.

## Życiorys
W 1994 ukończył studia licencjackie w zakresie elektroniki na Kowieńskim Uniwersytecie Technicznym. W latach 1995–1999 odbył studia na Wydziale Prawa Uniwersytetu Wileńskiego.
W latach 1996–1999 pracował jako śledczy w komisariacie policji rejonu okmiańskiego. W 1999 został prokuratorem prokuratury rejonu okmiańskiego. Od 2001 pełnił funkcję szefa prokuratury rejonu okmiańskiego.
24 maja 2010 prezydent Dalia Grybauskaitė zgłosiła jego kandydaturę na stanowisko Prokuratora Generalnego. 3 czerwca 2010, po uzyskaniu akceptacji Sejmu, otrzymał nominację na to stanowisko z rąk prezydent. Urzędowanie rozpoczął 15 czerwca. 19 października 2011 podał się do dymisji.